# Parigi Mekar
Parigi Mekar is een bestuurslaag in het regentschap Bogor van de provincie West-Java, Indonesië. Parigi Mekar telt 8242 inwoners (volkstelling 2010).